# 約瑟夫·匹勒
約瑟夫·匹勒（德語：Josef "Pips" Priller，1915年7月27日—1961年5月20日），是第二次世界大戰時期德國空軍的戰鬥機飛行員。匹勒是第26戰鬥機聯隊在位最久的聯隊長。他在生涯中的1307次任務中，共擊落101架敵機，所有擊墜數皆在西線達成，101個擊墜數中有68架是噴火式戰機，為擊落噴火式最多的德軍飛行員，他同時也是少數在西線擊落超過100架敵機的德軍飛行員。

## 生平

### 早年
1915年7月27日，匹勒出生於德國南部的因戈爾施塔特。他在1935年時加入陸軍第19步兵團。

### 空軍服役
1936年10月，匹勒加入空軍，並在薩爾茨韋爾德進行訓練，開始了他的飛行員生涯。
1937年4月1日，匹勒被調往到第135戰鬥機聯隊第1大隊，該部隊在1938年11月改名為第233戰鬥機聯隊第1大隊，而後又在1939年5月1日改名為第51戰鬥機聯隊第1大隊。1939年7月，匹勒又被調往第71戰鬥機聯隊第1大隊，該隊在1939年10月改名為第51戰鬥機聯隊第2大隊。

#### 第51戰鬥機聯隊
1939年10月1日，匹勒被任命為第51戰鬥機聯隊第6中隊的中隊長，但他一直到1940年5月28日才在敦克爾克戰役中取得他的第一個戰果，他的第一個戰果就是噴火式戰機。到了6月25日法國戰役結束，匹勒一共擊落了6架敵機，其中包括他在6月25日擊落的一架噴火式。7月10日，不列顛空戰開始，到了8月結束，匹勒的擊墜數來到了15架。10月19日，就在匹勒取得了他的第20個戰果的兩天後，獲頒騎士鐵十字勳章。最後，匹勒一共在不列顛空戰中擊落14架敵機。

#### 第26戰鬥機聯隊
1940年11月20日，匹勒被調往第26戰鬥機聯隊第1中隊擔任中隊長，取代於11月17日被擊落的艾伯哈·亨瑞西中尉（Oberleutnant Eberhard Henrici，擊墜數7）的職位。
從1941年6月16日開始的的四周內，匹勒擊落了19架敵機，其中包括17架噴火式。7月14日，匹勒終於取得了他的第40個戰果，10月，匹勒在擊落第41架敵機後獲頒橡葉騎士鐵十字勳章，成為國防軍中第28位獲得此殊榮的人，同時他也是JG 26中繼加蘭德和慕欽貝格（Major Joachim Müncheberg，擊墜數135）之後的第3位。1941年12月6日，匹勒接替希普佛少校（Major Gerhard Schöpfel，擊墜數45）的位置，成為JG 26第3大隊的大隊長。到了1941年底，匹勒的擊墜數到了56架，1942年3月27日達到60架，5月5日達到了70架。到了1942年底，匹勒總共取得了81個戰果。
1943年1月11日，匹勒晉升為JG26的聯隊長。

## 戰後
戰後的匹勒繼承了岳父在奧古斯堡的力格勒啤酒廠，戰後的德軍戰鬥機飛行員協會聚會時喝的啤酒都是由匹勒提供。最後匹勒在1961年5月20日因心臟病發而逝世。

### 個人標誌
跟許多王牌飛行員一樣，匹勒的座機也有他的個人標誌 - 上面漆有愛妻的昵称「Jutta」的紅心A撲克牌。

## 戰果
| 制造商           | 機型      | 别名               | 確認擊墜數 |
| ---------------- | --------- | ------------------ | ---------- |
| 超級馬林         | Spitfire  | “噴火”             | 68         |
| 霍克飞机公司     | Hurricane | “颶風”             | 11         |
| 波音公司         | B-17      | “空中堡壘”         | 9          |
| 布里斯托飛機公司 | Blenheim  | -                  | 3          |
| 北美航空公司     | P-51      | “野馬”             | 2          |
| 團結飛機公司     | B-24      | “解放者”           | 2          |
| 共和飛機公司     | P-47      | “雷霆”             | 2          |
| 洛克希德公司     | P-38      | “閃電”             | 1          |
| 北美航空公司     | B-25      | “米切爾”           | 1          |
| 寇蒂斯公司       | P-40      | “戰鷹”             | 1          |
| 洛克希德公司     | PV-1      | “Lockheed Ventura” | 1          |
| 總計             | -         | -                  | 101        |

## 外部連結
- Aces of the Luftwaffe - Josef Priller（页面存档备份，存于）